# Enrico Agostino Griffini
Enrico Agostino Griffini ( Né à Venise le 19 août 1887 et mort à Milan le 22 août 1952) était un architecte italien

## Biographie
Enrico Griffini est né à Venise en 1887. Après un court séjour en Tunisie, où elle s'était installée pour des raisons professionnelles, la famille retourna à Milan où il termine ses études et poursuivit sa carrière. Il est diplômé en ingénierie électrotechnique industrielle en 1910 à l'Institut Royal Technique Supérieur (devenu Polytechnique).
Passé d'un traditionalisme éclectique à un constructivisme rigoureux, il se consacre notamment à la conception de maisons économiques (quartier « alla Fontana », 1927-1930, Milan ; maisons ouvrières « al Bissoncello », 1929-1930, Rozzano ) et à une recherche, actualisée sur les principales expériences européennes, de la distribution et des techniques de construction de la maison (La construction rationnelle de la maison, 1931).
Enrico Griffini est mort à Milan en 1952,.

## Travaux
Milan
- Institut universitaire de pathologie médicale (1931-1932) ;
- Arengario (1937-1942; en collaboration avec Giovanni Muzio (it).

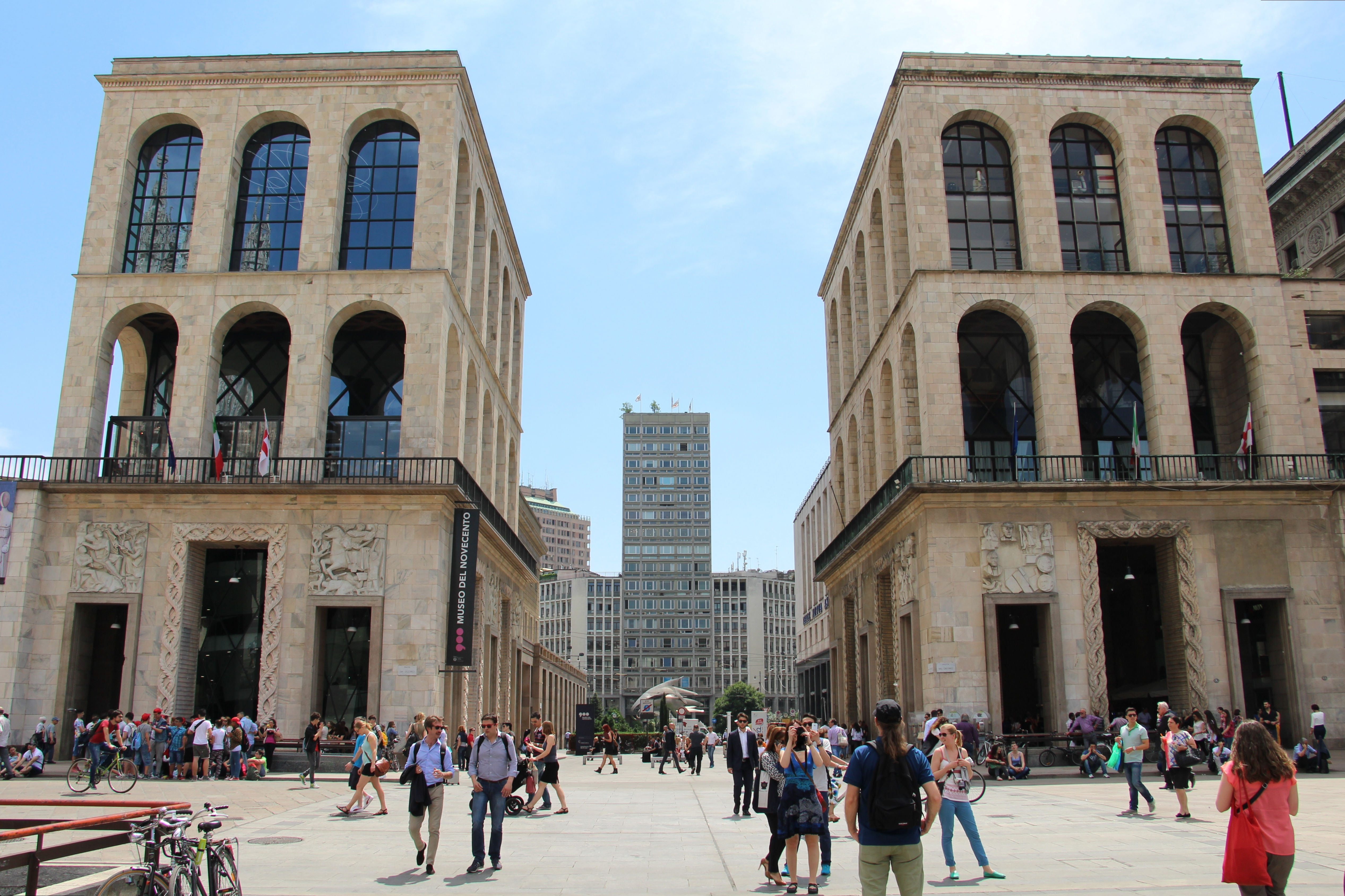
Atengario, Milan.
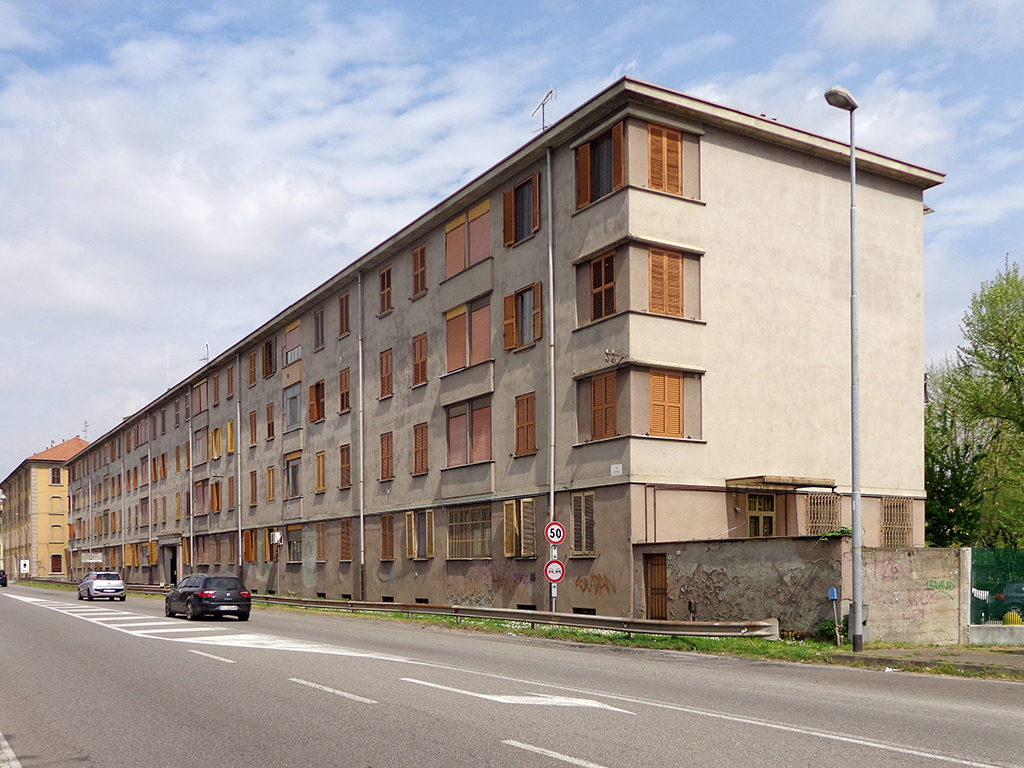
Casa operaia razionalista à Rozzano, Milan

## Publications
- (it)Progetti e realizzazioni : MCMXX-MCML, Milan, U. Hoepli, 1952.
- (it) Inventario analitico dell'archivio, a cura di Massimiliano Savorra, (collana Gli Archivi), Il Poligrafo - Archivio Progetti, Padoue, 2007.